# Реж (Росія)
Реж (рос. Реж) — місто, центр Режівського міського округу Свердловської області.

## Географія
Розташоване на східному схилі Середнього Уралу, на річці Реж (басейн Тури), за 83 км на північний схід від Єкатеринбургу. Залізнична станція на лінії Єкатеринбург — Єгоршино.

## Назва
Назва по розташуванню на річці Реж (басейн Тури). Етимологія гідроніму неясна: в Мангазейських пам'ятниках XVII століття відзначено слово реж — «протока», але мовна приналежність цього слова не встановлена. Існує версія, що слово «Реж» на мові аборигенів — стародавніх мансі (фіно-угорської мовної групи) позначає «скелясті береги».

## Історія
Заснований як селище 1773 року після того, як Сава Якович Яковлєв отримав дозвіл Берг-колегії побудувати у верхів'ї річки Реж чавуноплавильний і залізоробний завод. Сава Яковлєв врешті в XVIII столітті був найбільшим російським підприємцем, а Режівський завод його найбільшим дітищем (всього на Уралі Сава побудував 6, а також купив 16 заводів).
1878 року на всесвітній промисловій виставці в Парижі лист Режівського заліза був удостоєний золотої медалі, а майстер, який його виготовив — отримав дорогий каптан з хазяйського плеча.

## Населення
Населення — 38215 осіб (2010, 39881 у 2002).